# Romário Leitão
Romário Leitão, född 16 januari 1997, är en saotomeansk långdistanslöpare.
Leitão tävlade för São Tomé och Príncipe vid olympiska sommarspelen 2016 i Rio de Janeiro, där han blev utslagen i försöksheatet på 5 000 meter.